# Antonio Mazzone
Antonio Mazzone (Nápoles, 19 de dezembro de 1934 — Nápoles, 10 de dezembro de 2022) foi um político italiano. Membro do Movimento Social Italiano e da Aliança Nacional, serviu na Câmara dos Deputados de 1983 a 1989 e de 1994 a 1996, tendo também sido membro do Parlamento Europeu de 1989 a 1994.
Mazzone faleceu no dia 10 de dezembro de 2022, aos 87 anos.